# 김광찬
김광찬(金光燦, 1597년 ~ 1668년 2월 24일)은 조선 중기의 문신으로 자는 사회(思晦), 호는 운수거사(雲水居士), 본관은 본관은 안동(安東). 서예가로 청풍군수, 공조참의, 동지중추부사 등을 지냈다. 아버지는 좌의정 김상헌, 생부는 장단부사 김상관이다. 세도가의 직계조상으로, 의정부영의정을 지낸 형제 정승 김수흥·문곡 김수항의 아버지이며 숙종의 후궁 영빈 김씨의 증조 할아버지이다. 또한 영안부원군 김조순의 6대조이다. 인목왕후의 조카사위이기도 하다.

## 생애
김광찬은 본래 장단부사 증좌찬성 김상관의 아들이었으나 할아버지 도정 김극효(金克孝)에 의해 삼촌인 좌의정 김상헌(金尙憲)의 양자로 입양되었다. 김제남의 아들인 김내(金琜)의 딸 연안김씨와 결혼하였다. 김제남은 선조의 계비 인목왕후의 친정아버지로 그는 인목대비의 조카사위가 되기도 한다.
벼슬에 뜻을 두지 않고 있다가 인조 반정 후 시험에 응시, 1627년(인조5) 생원시에 2등으로 합격하여 생원(生員)이 되고, 진사시에도 합격하여 진사가 되었다. 그 뒤 음보로 관직에 진출하여 익위사 세마(翊衛司洗馬)가 되었다. 그 뒤 여러 벼슬을 거쳐 형조낭청(刑曹郎廳)을 지냈다. 1636년 12월 병자호란이 발생하자 아버지 김상헌을 따라 인조를 호종하여 남한산성(南漢山城)으로 들어갔다. 1637년 아버지 김상헌이 척화(斥和)를 주장하며 자결을 기도하였을 때, 만류하지 않아 물의를 빚기도 하였다.
1637년 병자호란을 거친 뒤 강화도 통진현감(通津縣監)을 지냈고 아버지 김상헌과 세자 등이 청나라에 인질로 갈 때 함께 갔다가 1645년 2월 귀국하였다. 귀국 길에 익위사 사어(翊衛司司禦)에 임명되어 귀국했다.
1651년 중추부첨지를 거쳐 교하현감(交河縣監)에 부임하였다. 1652년 아버지 김상헌의 3년상을 당하였고 1655년 3년상을 마친 뒤 56년 첨중추부사(僉中樞府事)가 되었다. 현종 즉위 후 아들 김수흥·김수항 형제가 출세하자, 1661년 특별히 통정대부 공조참의에 제수되었다. 뒤에 청풍군수(淸風郡守)로 부임하였고, 파주목사(坡州牧使)를 거쳐 아들 김수흥·김수항 형제가 6판서와 좌우찬성 등을 지냈으므로 특별히 가선 대부(嘉善大夫)에 가자(加資)되고 동지중추부사를 지냈다. 사후 아들 김수흥·김수항이 영의정을 지내면서 대광보국숭록대부 의정부영의정에 증직되었다. 서예에 뛰어났으며 부친의 영향으로 동기창체(董其昌體)에도 조예가 깊었다. 묘소는 남양주 와부읍 덕소리 석실에 있다.
1668년 2월 24일에 병으로 사망하니 향년은 72세였고, 그해 4월 양주군 석실산(石室山), 양아버지 김상헌 묘소의 오른쪽에 장사지냈다. 비명과 행장은 계곡(谿谷) 장유(張維)가 썼다.

## 가족 관계
- 조부 : 김극효(金克孝, 1542 ~ 1618)
- 조모 : 이연환(李連環, 1510 ~ ?)[1]
  - 양부 : 김상헌(金尙憲, 1570 ~ 1652)
  - 양모 : 선부관(宣傳官) 증 참의(贈 參議) 이의로(李義老)의 딸 정경부인 성주 이씨
  - 생부 : 김상관(金尙寬, 1566 ~ 1621)
- 외조부 : 남응정(南應井)
- 외조모 : 정광형(鄭光亨)의 딸
  - 생모 : 의령 남씨
    - 누나 : 김유순(金柔順, 1587 ~ ?)
    - 형 : 김광혁(金光爀, 1590 ~ 1643)
    - 누나 : 김종순(金終順, 1594 ~ ?)
    - 정부인 : 김내(金琜)[2]의 딸 연안 김씨
      - 장녀 : 김복희(金復喜, 1614 ~ ?)
      - 사위 : 용인 이씨 이정악(李挺岳, 1615 ~ 1678)
      - 차녀 : 김계희(金繼喜, 1616 ~ ?)
      - 사위 : 풍산 홍씨 현감(縣監) 홍주천(洪柱天)
        - 외손자 : 홍만원(洪萬源)
        - 외손자 : 홍만조(洪萬朝, 1645 ~ 1725)
        - 외손녀 : 신휴석(申休錫)의 처
        - 외손녀 : 조태흥(趙泰興)의 처

      - 3녀 : 김영희(金永喜, 1620 ~ ?)
      - 사위 : 전주 이씨 이중휘(李重輝, 1622 ~ 1678)
        - 외손자 : 이유(李濡, 1645 ~ 1721)
        - 외손자 : 이담(李湛, 1652 ~ 1716)
        - 외손녀 : 안동 권씨 권상하(權尙夏)의 처

      - 장남 : 김수증(金壽增, 1624 ~ ?)
      - 며느리 : 참판(參判) 조한영(曺漢英)의 딸 창녕 조씨(? ~ 1687)
        - 손자 : 김창국(金昌國, 1644 ~ 1717)[3]
        - 손자 : 김창직(金昌直, 1653 ~ 1702)
        - 손녀 : 이병천(李秉天)의 처
        - 손녀 : 남양 홍씨 홍문도(洪文度)의 처
        - 손녀 : 신진하(申鎭夏)의 처
        - 손녀 : 기계 유씨 유명건(兪命健)의 처

      - 차남 : 김수흥(金壽興, 1626 ~ 1690) - 형 김광혁(金光爀)의 양자로 출계
      - 3남 : 김수항(金壽恒, 1629 ~ 1689)
      - 며느리 :  나성두(羅星斗)의 딸 안정 나씨(1630 ~ 1703)
        - 손자 : 김창집(金昌集, 1648 ~ 1722)
        - 손자 : 김창협(金昌協, 1651 ~ 1708)
        - 손자 : 김창흡(金昌翕, 1653 ~ 1722)
        - 손자 : 김창업(金昌業, 1658 ~ 1722)
        - 손자 : 김창즙(金昌楫, 1662 ~ 1713)
        - 손녀 : 이섭(李涉)의 처(1665 ~ 1680)
        - 손자 : 김창립(金昌立, 1666 ~ 1683)

      - 4녀 : 김태희(金兌喜, 1632 ~ ?)
      - 사위 : 은진 송씨 송규렴(宋奎濂, 1630 ~ 1709) 
        - 외손자 : 송상기(宋相琦, 1657 ~ 1723)
        - 외손자 : 송상유(宋相維, 1668 ~ 1740)
        - 외손녀 : 이익명(李益命)의 처

      - 5녀 : 김묘현(金妙賢, 1633 ~ ?)
      - 사위 : 한산 이씨 이광직(李光稷)
        - 외손자 : 이수형(李秀衡)
        - 외손녀 : 광산 김씨 광은군(光恩君) 김진구(金鎭龜)[4]의 처
        - 외손녀 : 조명인(趙命仁)의 처
        - 외손녀 : 청주 한씨 한영조(韓永祚)의 처

    - 양첩 : 이름 미상
      - 서장남 : 김수징(金壽徵, 1636 ~ ?)
      - 며느리 : 현감(縣監) 장귀한(張歸漢)의 딸 인동 장씨
      - 며느리 : 감사(監司) 강유(姜瑜)의 딸 진주 강씨
      - 서차남 : 김수응(金壽應, 1640 ~ ?)
      - 며느리 : 경력(經歷) 이태배(李泰培)의 서장녀 전주 이씨(1640 ~ ?)
      - 서3남 : 김수칭(金壽稱, 1642 ~ ?)
      - 며느리 : 윤시거(尹時擧)의 딸 파평 윤씨
      - 서4남 : 김수능(金壽能, 1644 ~ ?)
      - 며느리 : 서윤(庶尹) 이민후(李敏厚)의 딸 전주 이씨
      - 서장녀 : 양천 허씨 허서(許墅)의 처

## 같이 보기
- 인목대비
- 김상헌
- 김수항
- 김수흥

1. ↑  경명군의 장녀
2. ↑  김제남의 장남이자 인목왕후의 오빠
3. ↑  숙종의 후궁 영빈 김씨의 부친
4. ↑  김만기의 장남이자 숙종의 정비 인경왕후의 큰오빠